# Johannes Parricida

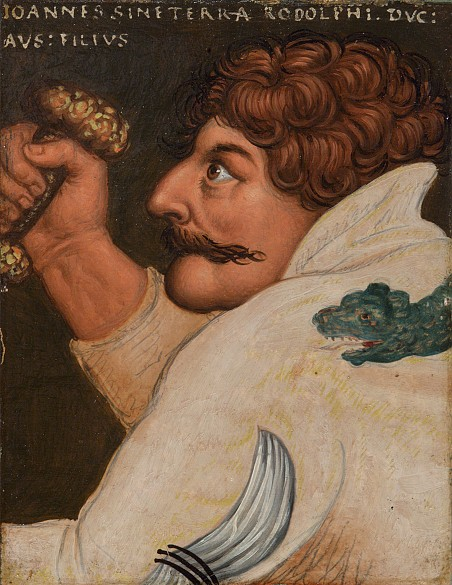
Porträtt av Johannes Parricida av Anton Boys som finns på Kunsthistorisches Museum i Wien.

Johannes Parricida (frändemördaren) eller Johan av Schwaben, född 1290, död cirka 1313, var en tysk hertig och son till Rudolf II av Schwaben och Agnes av Böhmen.
Han krävde förgäves av sin farbror, Albrekt I av Tyskland, andel i de habsburgska besittningarna. 1308 mördade han sin farbror, förklarades i akt av kejsar Henrik VII och flydde, förklädd till munk. Han bönföll såväl påven som kejsare om nåd. Hans senare öde är okänt.